# Військова інженерна радіотехнічна академія протиповітряної оборони імені Л. О. Говорова
Військова інженерна радіотехнічна академія протиповітряної оборони імені Л. О. Говорова - вищій військовий навчальний заклад. Був закритий у 1993 році шляхом включення академії у створений тоді Харківський військовий університет.

## Історія
17 травня 1941 року - наказ народного комісара оборони СРСР про формування на базі 2-го факультету (протиповітряної оборони) Військової академії імені М. В. Фрунзе Вищої військової школи протиповітряної оборони Червоної Армії (ВВШ ППО ЧА) та призначення начальником школи генерал-майора артилерії Кобленця Григорія Михайловича. Вища військова школа ППО повинна була готувати командирів із вищою військовою освітою у 3-річний термін навчання.
14 червня 1941 року - генерал-майор артилерії Г. М. Кобленц, рапортом доповів командуванню про готовність Вищої військової школи ППО до набору слухачів.
Жовтень 1941 року- Вища військова школа ППО ЧА передислокована в м. Пензу.
Квітень 1942 - Вища військова школа ППО ЧА виробила перший випуск лейтенантів - командирів взводів і батарей зенітної артилерії.
Липень 1942 року - у складі ВВШ ППО ЧА створено кафедру радіопеленгації (радіолокації). Начальником кафедри призначений військовий інженер 2-го рангу Іванов Василь Олександрович.
Березень 1943 року - Вища військова школа ППО ЧА повернулася до Москви.
Червень 1943 року- начальником ВВШ ППО ЧА призначений генерал-майор технічних військ Туклін Тимофій Олександрович.
Вересень 1943 року - Початок підготовки у ВВШ ППО КА командирів з вищою військовою освітою за навчальними планами з 3-річним терміном навчання.
3 вересня 1944 року - Вища військова школа ППО вручила Червоний прапор частини.
17 листопада 1945 року -  Указ Президії Верховної Ради СРСР про нагородження Вищої військової школи ППО орденом Вітчизняної війни 1-го ступеня.
Липень 1946 року – Вища військова школа ППО передислокована у м. Харків.
30 липня 1946 року - наказ Міністра Збройних Сил СРСР про переформування Вищої військової школи ППО у Військову академію артилерійської радіолокації (ВААР).
Серпень 1946 року - Вища військова школа ППО здійснила перший випуск офіцерів з вищою військовою освітою.
1 жовтня 1946 року - Початок занять зі слухачами у Військовій академії артилерійської радіолокації. З 1949 року наказом Міністра оборони СРСР оголошений щорічним святом академії.
8 грудня 1946 - Перша партійна конференція академії.
Лютий 1947 року- начальником академії призначено генерал-лейтенанта артилерії Герасимова Антона Володимировича.
Червень 1947 року – затверджено перший склад ради академії. Вересень 1947 - В академії почали функціонувати курси удосконалення офіцерського складу (КУОС), які були розформовані в 1956 році.
Червень 1948 року- відповідно до постанови Ради Міністрів СРСР академія отримала найменування - Артилерійська ордена Вітчизняної війни радіотехнічна академія Радянської Армії (АРТА).
Травень 1948 року- в академії відкрито очну ад'юнктуру.
Жовтень 1948 року – при академії відкрито філію вечірнього університету марксизму-ленінізму Харківського міськкому Комуністичної партії України.
Квітень 1949 року – перша науково-технічна конференція академії.
1949 року - академія включена до складу Військ ППО країни.
Листопад 1950 року – перша комсомольська конференція академії.
12 травня 1951 року – урочистий акт першого випуску з академії військових інженерів з радіолокації.
1951 – 1960 та 1962 – 1970 роки – навчання в академії курсантів з числа цивільної молоді.
Липень 1951 року - формування дивізіону забезпечення навчального процесу академії.
Березень 1952 року- академію відвідав командувач Військами ППО країни Маршал Радянського Союзу Л. О. Говоров.
Травень 1952 - в академії створено вчену раду з правом прийому до захисту кандидатських дисертацій.
Листопад 1953 року - начальником академії призначено генерал-лейтенанта артилерії Жданова Миколу Миколайовича.
1954 року - закладено основи польової навчальної бази академії.
1954-1958 роки – в академії функціонував командний факультет радіотехнічних військ ППО.
22 березня 1955 року – постанова Ради Міністрів СРСР про присвоєння академії імені Говорова Л. О. Вона отримала найменування – Артилерійська ордена Вітчизняної війни радіотехнічна академія Радянської Армії імені Маршала Радянського Союзу Говорова Л. О.
Вересень 1955 року – Начальником академії призначено генерал-лейтенанта артилерії (з 1958 року – генерал-полковник артилерії, з 1965 року – маршал артилерії) Бажанов Юрій Павлович.
Вересень 1955 року - початок підготовки в академії фахівців для зенітних ракетних військ.
1956 - в академії організовані перші науково-дослідні лабораторії.
Листопад 1958 року - академії було вручено Червоний прапор частини та Грамота Президії Верховної Ради СРСР.
Травень 1959 року - на 8-й партійній конференції академії обрано партійний комітет. Політичний відділ скасовано.
Вересень 1959 року - початок підготовки в академії фахівців з автоматизації та обчислювальної техніки.
Липень 1963 - в академії створено об'єднану вчену раду з правом прийому до захисту докторських дисертацій.

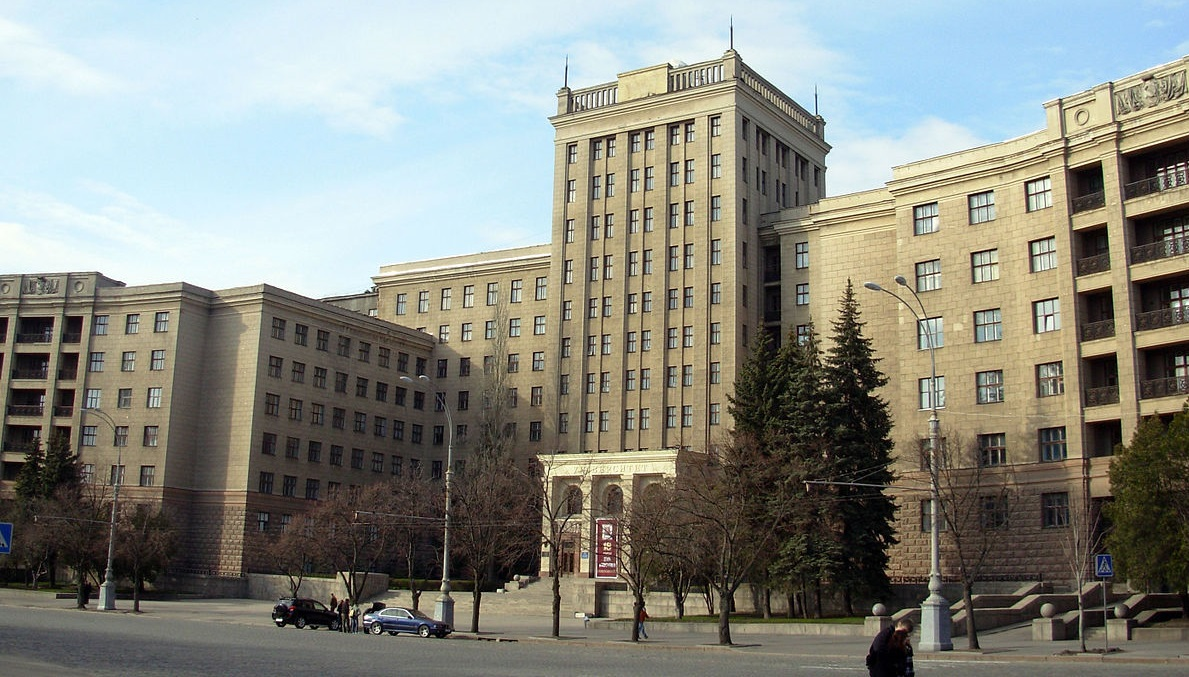
Військова інженерна радіотехнічна академія протиповітряної оборони імені Маршала Радянського Союзу Говорова Л. А.

Червень 1967 року - на 13-й партійній конференції заслухано питання виконання постанови ЦК КПРС від 21 січня 1967 року. Партійний комітет скасовано, створено політичний відділ академії.
Квітень 1968 року - постановою Ради Міністрів СРСР академія отримала назву «Військова інженерна радіотехнічна ордена Вітчизняної війни академія протиповітряної оборони імені Маршала Радянського Союзу Говорова Л. О.» (ВІРТА).
1968 - організовано академічні курси підвищення кваліфікації та перепідготовки керівного інженерного складу військ та викладацького складу вузів ППО.
30 вересня 1971 року – указом Президії Верховної Ради Української РСР академія нагороджена Почесною грамотою за заслуги у підготовці висококваліфікованих кадрів для Радянської Армії та активну участь у військово-патріотичному вихованні населення.
13 грудня 1972 року - академія нагороджена ювілейним Почесним знаком ЦК КПРС, Президії Верховної Ради СРСР та Ради Міністрів СРСР за високі показники у бойовій та політичній підготовці, досягнуті у соціалістичному змаганні на ознаменування 50-річчя утворення СРСР.
Серпень 1973 року - начальником академії призначений Герой Радянського Союзу генерал-полковник авіації Кубарьов Василь Миколайович.
Вересень 1975 року - Початок в академії підготовки офіцерів інженерного профілю з вищою військовою освітою.
21 лютого 1978 року - Указом Президії Верховної Ради СРСР за великі заслуги у підготовці офіцерських кадрів для Збройних Сил СРСР та у зв'язку з 60-річчям Радянської Армії та Військово-Морського Флоту академія нагороджена орденом Жовтневої Революції.
1979 року - на базі обчислювального центру утворено науково-обчислювальний відділ академії.
Грудень 1980 року - начальником академії призначено генерал-лейтенанта (з 1982 року - генерал-полковника) Стрельникова Володимира Костянтиновича.
Вересень 1985 року - початок навчання офіцерів, які закінчили вищі командні училища, за 3-річними навчальними планами.
Вересень 1989 року - початок навчання курсантів у складі громадянської молоді та військовослужбовців термінової служби за планами підготовки інженерів-дослідників.
Вересень 1989 року - в академії створено докторантуру.
Вересень 1990 року - в академії створено факультет підвищення кваліфікації офіцерського складу.
Вересень 1990 року - начальником академії призначено генерал-лейтенанта Горшколєпова Володимира Борисовича.
Після розпаду СРСР та створення СНД академія зазнала низки перетворень. У 1993 році вона була об'єднана з Харківським вищим військовим командно-інженерним училищем ракетних військ імені М. І. Крилова. Цей об'єднаний навчальний заклад мав назву Харківський військовий університет (ХВУ). Згодом ХВУ об'єдналося з Харківським інститутом Військово-Повітряних Сил імені Івана Кожедуба. В даний час цей навчальний заклад носить назву Харківський університет Повітряних сил імені Івана Кожедуба. Будівля Академії виявилася непотрібною Міністерству оборони України, була передана до Харківському національному університету ім. Каразіна. Більшість викладачів перейшли на роботу до вищих навчальних закладів, багато хто звільнився з лав Збройних Сил України.